# Bataille d'Angad
La Bataille d'Angad qui se déroula en l'an 1352, opposa les forces de la dynastie des mérinides menées par le sultan Abu Inan Faris face aux armées de la dynastie des zianides menées par Abou Saïd Uthman II. Cette bataille se terminera par une victoire des mérinides par conséquent elle entrainera des changements territoriaux plus spécifiquement la prise de la plaine d'Angad par les Mérinides.

## Déroulement
Après que le Sultan Abu Inan Faris a rassemblé une armée considérable, afin de conquérir le territoire des Zianides, il se mit en route. Les Zianides, prévenus des projets du Sultan Abu Inan Faris, se prépareront en divisant les troupes en deux, une dirigée par Abou Saïd Uthman II et l’autre par Abou Thabet. En juin 1352, près de Oujda, aux alentours de la plaine de l'Angad, les Zianides attaquèrent les Mérinides au moment où ces derniers campaient. Les Mérinides, par panique s’enfuirent de tous les côtes, Abu Inan Faris apprenant cela, ramena les fuyards au combat et les entraîna avec vigueur. Les Zianides croyant que leur victoire fut faite, ont été surpris par les Mérinides et seront attaqués par vigueur, leur camp vu enlevé et l’émir Abou Saïd Uthman II fut prisonnier par les Mérinides,.

## Conséquences
Abou Saïd Uthman II livre aux Mérinides le Sultanat zianide après la Prise de Tlemcen et annexe le Royaume zianide.